# 新浜村 (兵庫県)
新浜村（しんはまむら）は、兵庫県赤穂郡にあった村。現在の赤穂市大字御崎などにあたる。

## 地理
- 海洋：播磨灘
- 岬：御崎

## 歴史
- 1889年（明治22年）4月1日 - 町村制の施行により、近世以来の新浜村が単独で自治体を形成。
- 1937年（昭和12年）4月1日 - 赤穂町に編入。同日新浜村廃止。同町大字御崎となる。

## 現在の町名
大字御崎、元塩町、本水尾町、朝日町、正保橋町、東浜町、元沖町、元禄橋町